# 趙璵
趙璵（1487年—？），字魯珍，號退菴，山東濟南府歷城縣人，軍籍，明朝政治人物。

## 生平
正德十一年（1516年）丙子科山東鄉試第七十一名舉人，十二年（1517年）中式丁丑科會試第三百四十五名，三甲第二百九名進士。吏部觀政，授行人司行人，升行人司副、行人司正，擢崇王府長史，致仕。

## 家族
曾祖趙仲明；祖父趙貴；父趙恕。前母樊氏；母鄭氏。具慶下。弟趙璜。